# Neistenkangas
Neistenkangas är en småort i Svansteins distrikt (Övertorneå socken) i Övertorneå kommun i Norrbottens län, belägen vid Torne älv och Riksväg 99, ungefär två kilometer sydväst om Pello. Vid orten mynnar Pentäsjoki i Torne älv.

## Befolkningsutveckling
| Befolkningsutvecklingen i Neistenkangas 1950–2015                                     | Befolkningsutvecklingen i Neistenkangas 1950–2015 | Befolkningsutvecklingen i Neistenkangas 1950–2015 | Befolkningsutvecklingen i Neistenkangas 1950–2015 | Befolkningsutvecklingen i Neistenkangas 1950–2015 |
| ------------------------------------------------------------------------------------- | ------------------------------------------------- | ------------------------------------------------- | ------------------------------------------------- | ------------------------------------------------- |
|                                                                                       |                                                   |                                                   |                                                   |                                                   |
| År                                                                                    |                                                   |                                                   | Folkmängd                                         | Areal (ha)                                        |
| 1950                                                                                  | 1950                                              |                                                   | 232                                               | ##                                                |
| 1990                                                                                  | 1990                                              |                                                   | 119                                               | 60#                                               |
| 1995                                                                                  | 1995                                              |                                                   | 119                                               | 60#                                               |
| 2000                                                                                  | 2000                                              |                                                   | 104                                               | 61#                                               |
| 2005                                                                                  | 2005                                              |                                                   | 97                                                | 65#                                               |
| 2010                                                                                  | 2010                                              |                                                   | 103                                               | 66#                                               |
| 2015                                                                                  | 2015                                              |                                                   | 83                                                | 50#                                               |
| Anm.: Ej tätort 1960. ## Som tätort/befolkningsagglomeration 1920–1950. # Som småort. |                                                   |                                                   |                                                   |                                                   |